# Clamor Amarga
La Clamor Amarga o Clamor d'Almacelles (també coneguda com a Clamor Salada, Clamor de Tamarit o simplement la Clamor) és una clamor de cabal irregular i escàs, que segueix un barranc natural situat a la Franja de Ponent i que fa part de la frontera històrica entre les terres de Catalunya i Aragó.
La Clamor Amarga comença al terme municipal d'Albelda i recorre uns 46 quilometres a través de les comarques del Segrià i la Llitera tot desembocant al Cinca, al terme municipal de Saidí.
Aquesta clamor fou l'únic curs d'aigua natural de la zona fins a l'arribada del canal d'Aragó i Catalunya i les séquies auxiliars, per la qual cosa va prendre en l'antiguitat tanta rellevància.

## Història
La referència més antiga que existeix sobre La Clamor la feu el rei Sanç Ramires el 1089 quan situa en aquest barranc la frontera oriental del Regne de Montsó:
| «                                                       | Termini supradicti castri a parte orientis, usque al Clamor. Termini a parte occidentis que ultra Cinga usque ad terminos de Albalat et Zaaidín. A parte aquilonis, usque in terminos de Almerge... | » |
| — Arxiu de la Seu de Lleida, Llibre Verd, pàg. 14 i ss. | |   |

La batalla de Fraga de l'any 1134 es va desenvolupar a l'entorn de la Clamor, essent probablement en aquest lloc on el rei Alfons I d'Aragó va fixar el seu campament en retirar les seves tropes cap al nord-est degut a la pressió de l'exèrcit musulmà de Fraga.
L'any 1173 torna a aparèixer documentació de la Clamor Amarga com a límit fixat pel bisbat de Lleida amb l'Orde dels Templers de Montsó després del pagament de delmes a la seva diòcesi:
| « | […] et usque ad casteillon qui est super ipsa bataylla de Fraga, et vadit usque ad Clamorem que est inter Çaydi et Fraga, ubi fuit la bataylla dels almoraids. | » |

Fou en 1305 quan el rei Jaume I va confirmar a les corts reunides a Saragossa que la frontera amb l'Aragó es trobava al riu Noguera Ribagorçana i la Clamor d'Almacelles, quedant Saidí del costat aragonès i Fraga del català.